# Àrquids
Els àrquids (Arkyidae) són una família d'aranyes araneomorfes, descrita per primera vegada per L. Koch el 1872. El 2017, a partir de l'estudi de Dimitrov et al, passà de ser una subfamília dins dels aranèids (Araneidae) a ser una nova família: Arkyidae.
Tenen una distribució principalment a Austràlia i Nova Guinea, amb dues espècies que endèmiques de les illes Buru, a les Moluques (Indonèsia).

## Gènere i espècies
El maig 2018, el World Spider Catalog acceptava els següents gèneres i espècies:
- Arkys Walckenaer, 1837
  - Arkys alatus Keyserling, 1890 – Austràlia (Queensland, Nova Gal·les del sud)
  - Arkys alticephala (Urquhart, 1891) – Austràlia del sud
  - Arkys brevipalpus Karsch, 1878 – Nova Caledònia
  - Arkys bulburinensis Heimer, 1984 – Austràlia (Queensland, Nova Gal·les del sud)
  - Arkys cicatricosus (Rainbow, 1920) – Austràlia (Illes Lord Howe)
  - Arkys cornutus L. Koch, 1872 – Nova Guinea, Austràlia (Queensland)
  - Arkys coronatus (Balogh, 1978) – Nova Guinea
  - Arkys curtulus (Simon, 1903) – Austràlia Oriental
  - Arkys dilatatus (Balogh, 1978) – Austràlia (Queensland)
  - Arkys furcatus (Balogh, 1978) – Austràlia (Queensland)
  - Arkys gracilis Heimer, 1984 – Austràlia (Queensland)
  - Arkys grandis (Balogh, 1978) – Nova Caledònia
  - Arkys hickmani Heimer, 1984 – Austràlia (Tasmània)
  - Arkys kaszabi (Balogh, 1978) – Nova Guinea
  - Arkys lancearius Walckenaer, 1837 (espècie tipus) – De Nova Guinea a Austràlia (Nova Gal·les del sud)
  - Arkys latissimus (Balogh, 1982) – Austràlia (Queensland)
  - Arkys montanus (Balogh, 1978) – Nova Guinea
  - Arkys multituberculatus (Balogh, 1982) – Austràlia (Queensland)
  - Arkys nimdol Chrysanthus, 1971 – Nova Guinea
  - Arkys occidentalis (Reimoser, 1936) – Indonèsia (Illes Buru)
  - Arkys roosdorpi (Chrysanthus, 1971) – Nova Guinea
  - Arkys semicirculatus (Balogh, 1982) – Austràlia (Queensland)
  - Arkys sibil (Chrysanthus, 1971) – Nova Guinea
  - Arkys soosi (Balogh, 1982) – Guinea Nova
  - Arkys speechleyi (Mascord, 1968) – Austràlia (Nova Gal·les del sud)
  - Arkys toxopeusi (Reimoser, 1936) – Indonèsia (Illes Buru)
  - Arkys transversus (Balogh, 1978) – Austràlia (Nova Gal·les del sud)
  - Arkys tuberculatus (Balogh, 1978) – Austràlia (Queensland)
  - Arkys varians (Balogh, 1978) – Nova Caledònia
  - Arkys vicarius (Balogh, 1978) – Nova Caledònia
  - Arkys walckenaeri Simon, 1879 – Austràlia, Tasmània

- Demadiana Strand, 1929
  - Demadiana carrai Framenau, Scharff & Harvey, 2010 – Austràlia (Nova Gal·les del sud)
  - Demadiana cerula (Simon, 1908) – Austràlia Occidental
  - Demadiana complicata Framenau, Scharff & Harvey, 2010 – Austràlia (Queensland)
  - Demadiana diabolus Framenau, Scharff & Harvey, 2010 – Austràlia (sud d'Austràlia, Tasmània)
  - Demadiana milledgei Framenau, Scharff & Harvey, 2010 – Austràlia (Nova Gal·les del sud, Victòria)
  - Demadiana simplex (Karsch, 1878) (espècie tipus) – Austràlia Meridional